# Csesznek
Csesznek (slovensky Česnek, německy Zeßnegg) je vesnice v západním Maďarsku v Bakoňském lese, známá středověkým hradem. V roce 2004 tu žilo 570 obyvatel. Roku 1263 se stal jeho vlastníkem baron Jakub Cseszneky, hlavní župan Trenčínské župy a rod Csesznekyovci.

## Historie
Středověký hrad Csesznek byl postaven kolem roku 1263 Jakabem Csesznekym, který byl mečířem krále Bély IV. On a jeho potomci se pak začali nazývat podle hradu – Csesznekyové.
V letech 1326 až 1392 byl hrad královský, poté ho král Zikmund daroval rodu Garaiů jako náhradu za bánovství v Macsó.
V roce 1482 vymřela mužská linie rodu Garaiů, a král Matyáš Korvín daroval hrad rodu Zápolských. V roce 1527 se stal jeho majitelem baron Bálint Török.
Během 16. století vlastnily hrad rody Csábiů, Szelesteyů a Wathayů. V roce 1561 Lőrinc Wathay úspěšně odrazil obléhání Osmany. V roce 1594 hrad obsadily turecké jednotky, ale v roce 1598 ho Maďaři znovu dobyli zpět.
V roce 1635 koupil hrad i vesnici Dániel Esterházy a od té doby až do roku 1945 byl Csesznek majetkem rodu Esterházyů.

## Lidé
- Csesznekyové
  - Jakab Cseszneky
- Štěpán II. Csák
- Lőrinc Wathay
- Bálint Török
- Sándor Simonyi-Semadam